# Star Wars : L'Empire des rêves
Pour plus de détails, voir Fiche technique et Distribution.
Star Wars : L'Empire des rêves (Empire of Dreams: The Story of the Star Wars Trilogy) est un documentaire américain, réalisé par Kevin Burns et Edith Becker et qui porte sur la première trilogie de Star Wars.

## Réception
Le documentaire a été nommé aux Emmy Awards dans la catégorie Outstanding Sound Editing (Non-fiction).